# Brétigny, Eure
Brétigny là một xã thuộc tỉnh Eure trong vùng Normandie miền bắc nước Pháp.